# 朝寝坊むらく
朝寝坊 むらく （あさねぼう むらく）は、落語家の名跡。現在は空き名跡となっている。
初代三笑亭可楽門下の夢楽が名前を勝手に夢羅久と改名したのを機に師匠と不和になり、亭号を「朝寝房」と変えたと言われる。2代目以降は「朝寝坊 むらく」と名乗っている。むらく門下から生まれた名前に朝寝坊のらくがある。
- 3代目朝寝坊むらく - 後の4代目三笑亭可楽。
- 7代目朝寝坊むらく - 後の3代目三遊亭圓馬。
- 9代目朝寝坊むらく - 後の9代目柳亭芝楽。
- 三笑亭夢楽 - 当該項目で記述。

## 初代・朝寝房夢羅久
初代 朝寝房 夢羅久（安永6年（1777年）（逆算） - 天保2年1月17日（1831年3月1日））は、落語家。本名は里見晋兵衛。幼名を勝蔵。
江戸麻布一口坂の生まれ、質屋「伊勢義」を奉公した後義太夫の富竹宮戸太夫の門下で戸志太夫と名乗る。このころ流俗亭玖重（一説には玖蝶）の狂名また珍重という俳名を持っていた。
享和3年（1803年）に初代三笑亭可楽の門下で珍蝶亭夢楽を経て新蝶亭夢楽。同じ可楽門下には初代の林家の始祖。怪談噺の元祖と言われる初代林屋正藏がいる。文化6年（1809年）8月28日に夢羅久と改名し盛大に咄を催した。しかし勝手に改名したことから師匠と不和になり破門され、これを機に亭号を「朝寝房」と変えたと言われる。その後は烏亭焉馬門下に入って笑語楼夢羅久と名乗った。また文政以降は「朝寝房むらく」の名も見える。
人情噺を一番初めに演じた人物であると言われており、師匠可楽を凌ぐ実力の持ち主であったと伝えられる。天保2年没、月日に関しては諸説あり。享年55。
門下には2代目むらくがいる。

## 2代目
2代目 朝寝坊 むらく（生没年不詳）は、落語家。本名は日吉善蔵。
13歳の時に初代船遊亭扇橋の下に入門、芸名は不明。後に烏亭焉馬門下で初代立川金馬を名乗った。談志楼の亭号を使っていた時もあった。文化10年（1813年）に大のし楼で盛大に咄を催した。その後初代夢羅久に随身する。天保2年（1831年）5月に金馬の名を弟子の立川金山に譲り2代目むらくを襲名。享年などは不明。
門下には3代目立川金馬、紫檀楼古喜（紫檀楼古木）、初代立川善馬がいる。

## 4代目
『落語家奇奴部類』には「神田住 千歳屋小さん うかれぶしなぞく合を好クシ俗蒔絵師ナリ」とあるのが、このむらく（初代小さん）の前身であろうそのころの屋号は「千歳屋」で初代豊島寿鶴斎の系統の芸人であったと推測される。
その後初代春風亭柳枝の門下になり春風亭小さんとなった。1875年には雁の家小さんと改めた。その後さらに4代目むらくを名乗った。
生没年、本名等不詳。一説には1879年ころに死去したとも。
門下には春風亭柳賀、柳亭燕楽、柳家小まん（のちの4代目橘家圓蔵の門下の三遊亭桃生）がいる。

## 5代目
5代目 朝寝坊 むらく（文政12年（1829年） - 明治31年（1898年）4月26日）は、落語家。本名は鹿島五兵衛。
江戸小伝馬町の生まれ、最初は司馬才次郎門下に入る。師名才次郎を相続後、名を孫三と変えた後に2代目三遊亭圓生の門下で桃月庵白酒と名乗る。1868年ころに月ノ家圓鏡から明治一ケタ代に桃栗山人と改名。明治20年代初めに初代三遊亭圓朝の門下で圓鶯と名乗った後、明治20年代に5代目むらくを襲名。
三題噺を得意とした。圓朝より2年先に死去した古老のひとり、地方廻りで活躍。1898年没。享年70。

## 6代目
6代目 朝寝坊 むらく（安政6年（1859年） - 明治40年（1907年）1月6日）は、落語家。本名は永瀬徳久。
素人時代から本名で壮士として政談演説を主催していた。1884年ころに長崎で4代目三遊亭圓生の門下で三遊亭圓喬（無断に名乗ったので公認の代数に数えられていない）と名乗っている。1889年ころ活動の拠点を京都の笑福亭に移し、1890年中ごろに一時京都ゆかりの名前露の五郎兵衛を名乗ったこともあるが、1891年8月に笑福亭圓寿と改名し人気を博していた。翌年上京して三遊派に入り、1892年には本名で寄席に出演している。
その後初代立花家橘之助と恋仲になり、1893年3月に2人で名古屋へ駆け落ちに走る。ここで2世曽呂利新左衛門を出会ったのを機に、大阪の寄席に出演するようになる。圓寿から1896年8月には三遊亭圓相となり、後に東京に戻って1897年1月に全亭武生と改め、1898年に6代目むらくを襲名。
1899年、後の永井荷風はこのむらくの門下に入って夢之助を名乗っていたが、半年後に寄席に出演していたところを父・永井久一郎の使用人に見つかったため、家に連れ戻されてしまったという。
1906年の11月ころから肺病にかかって体を壊し、翌年死去、没後離婚していた立花家橘之助が葬儀などをすべて行った。享年49。

## 8代目
八代目 朝寝坊 むらく（1882年6月19日 - 1931年1月1日）は、落語家。本名∶籾山 藤朔。通称「酔払いむらく」「柳昇むらく」、柳曻時代は「横浜の柳曻」。
愛知の生まれ、少年期に父の反対を押し切り上京、最初は1895年ころに3代目柳家小さん門下で柳家小里んとなる。
明治30年代前半に4代目春風亭柳枝の門下で春風亭枝女好、明治30年代半ばに春風亭千枝（せんし）としたが日露戦争に従軍していたため「戦死」と音が同じで縁起が悪いので1904年、5年ころに初代春風亭柳曻とした。
除隊後は高座で戦争体験を演じ、これが人気を博した。柳家金語楼の兵隊落語はこれをヒントにしたといわれる。
1907年11月には師匠の前名である2代目春風亭小柳枝を名乗るも、無断に襲名したため翌年2月に取り上げあげられて柳昇と戻し師匠の所に入られなくなり1910年ころ上方に移り柳生と名乗ったという。「睦会」が結成された時に周囲から東京に呼び戻されて、1911年ころに再び柳昇で活動し始める。1916年11月には8代目むらくを襲名し盛大に襲名披露を行った。
得意ネタは『らくだ』『替り目』『胴乱の幸助』『くやみ』など。まだ柳昇を名乗っていた時期に、自ら5代目三遊亭圓生のもとを訪れて、絶やしてしまうのは惜しいからこの噺はぜひ覚えて演ってくれ、といって『らくだ』と『胴乱の幸助』を5代目圓生に、『くやみ』を6代目三遊亭圓生に稽古付けている。その時一緒にいて『らくだ』を聞いた6代目圓生は、むらくの芸の実力に感心したという。晩年は耳を患ったため、聞こえが悪くなり高座から退いた。1931年、死去。満48歳没。
死後身寄りもなく遺骨もそのままだったが、没年11月4日に9代目（後の柳亭芝楽）が浅草今戸町の勝運寺に遺骨を納め法要を行なった。